# Шведе, Фёдор Фёдорович
Фёдор Фёдорович Шведе (1818—1875) — остзейский и русский живописец, академик Императорской Академии художеств.

## Биография
Ученик гимназии в Дерпте (1831—1834). Обучался в Императорской Академии художеств (1837—1851), в качестве своекоштного ученика (1837—1840), вольноприходящего учащегося (1840—1851). Ученик А. Г. Варнека и Ф. А. Бруни.
Жил в Петербурге.
Получил звание «назначенного в академики» (1860).
Получил звание академика (1864).
Основные произведения: «Игра в шашки» (1848), «Семейство финнов» (1851), «Автопортрет» (1860), «Портрет Ф. И. Иордана» (ок. 1863), «Портрет доктора Е. А. Оверлаха».

## Галерея

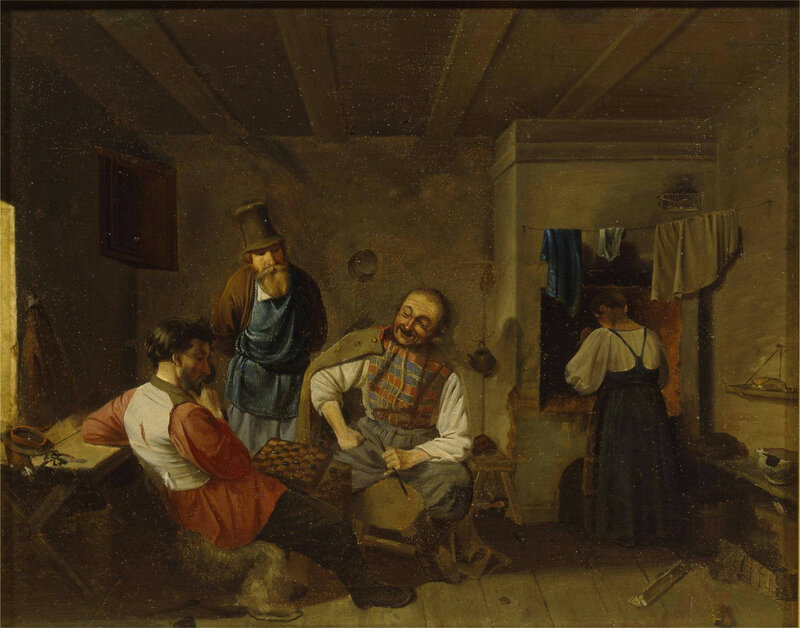
Игра в шашки (1848)
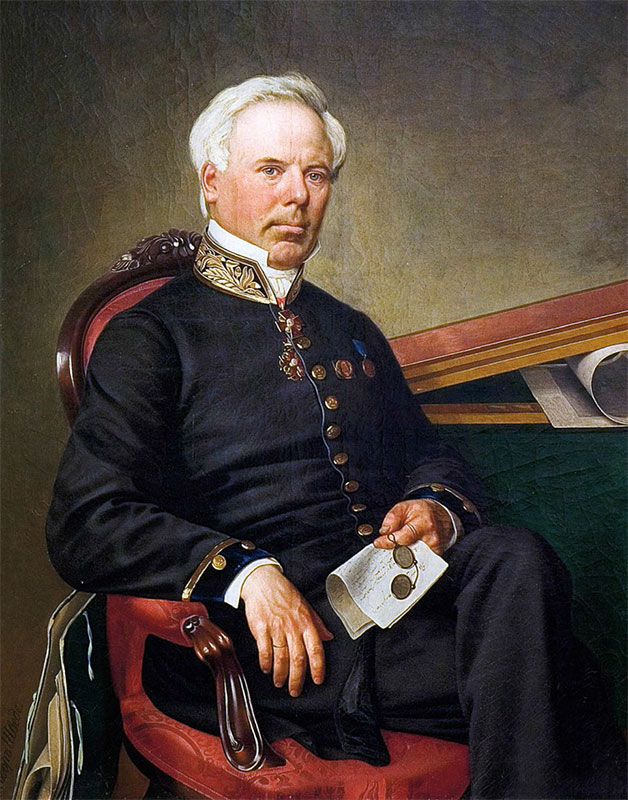
Портрет Ф. И. Иордана (1864)